# NK Ankerkader 45/1 Ereklasse 1935-1936

## Eindstand
| NK ANKERKADER 45/1 Ereklasse 1935-1936 - EINDSTAND | NK ANKERKADER 45/1 Ereklasse 1935-1936 - EINDSTAND | NK ANKERKADER 45/1 Ereklasse 1935-1936 - EINDSTAND | NK ANKERKADER 45/1 Ereklasse 1935-1936 - EINDSTAND | NK ANKERKADER 45/1 Ereklasse 1935-1936 - EINDSTAND | NK ANKERKADER 45/1 Ereklasse 1935-1936 - EINDSTAND | NK ANKERKADER 45/1 Ereklasse 1935-1936 - EINDSTAND | NK ANKERKADER 45/1 Ereklasse 1935-1936 - EINDSTAND | NK ANKERKADER 45/1 Ereklasse 1935-1936 - EINDSTAND |
| RANG                                               | SPELER                                             | GESP                                               | PP                                                 | CAR                                                | BRT                                                | MOY                                                | PMOY                                               | HS                                                 |
| -------------------------------------------------- | -------------------------------------------------- | -------------------------------------------------- | -------------------------------------------------- | -------------------------------------------------- | -------------------------------------------------- | -------------------------------------------------- | -------------------------------------------------- | -------------------------------------------------- |
|                                                    | Piet de Leeuw                                      | 5                                                  | 10                                                 | -                                                  | -                                                  | 9,93                                               | 18,75                                              | 104                                                |
|                                                    | Jan Sweering                                       | 5                                                  | 8                                                  | -                                                  | -                                                  | 13,11                                              | 23,07                                              | 75                                                 |
|                                                    | Nelis van Vliet                                    | 5                                                  | 4                                                  | -                                                  | -                                                  | 8,72                                               | 12,00                                              | 70                                                 |
| 4                                                  | Dick van Eijmeren                                  | 5                                                  | 4                                                  | -                                                  | -                                                  | 7,77                                               | 9,09                                               | 55                                                 |
| 5                                                  | Jan Dommering                                      | 5                                                  | 2                                                  | -                                                  | -                                                  | 7,95                                               | 16,66                                              | 92                                                 |
| 6                                                  | Lou Gehrels                                        | 5                                                  | 2                                                  | -                                                  | -                                                  | 7,01                                               | 10,71                                              | 60                                                 |
| TOTAAL                                             | TOTAAL                                             | TOTAAL                                             | TOTAAL                                             | -                                                  | -                                                  | 8,92                                               | 23,07                                              | 104                                                |
|                                                    |                                                    |                                                    |                                                    |                                                    |                                                    |                                                    |                                                    |                                                    |

Den Haag 1935-1936 ·
Leeuwarden 1936-1937 ·
Rotterdam 1941-1942 ·
Rotterdam 1942-1943 ·
Amsterdam 1943-1944 ·
Rotterdam 1945-1946 ·
Tilburg 1947-1948